# Берлемон (кантон)

Кантон Берлемон в составе округа Авен-сюр-Эльп

Берлемо́н (фр. Berlaimont) — упраздненный кантон во Франции, находился в регионе Нор — Па-де-Кале, департамент Нор. Входил в состав округа Авен-сюр-Эльп. Упразднен в результате реформы 2015 года.
В состав кантона входили коммуны (население по данным Национального института статистики Архивная копия от 14 марта 2014 на Wayback Machine за 2011 г.):
- Арни (586 чел.)
- Башан (2 400 чел.)
- Берлемон (3 169 чел.)
- Вьё-Месниль (580 чел.)
- Леваль (2 379 чел.)
- Монсо-Сен-Вааст (514 чел.)
- Нуэль-сюр-Самбр (308 чел.)
- Ольнуа-Эмери (8 692 чел.)
- Пон-сюр-Самбр (2 536 чел.)
- Сассени (270 чел.)
- Сен-Реми-Шоссе (511 чел.)
- Экюэлен (118 чел.)

## Экономика
Структура занятости населения:
- сельское хозяйство - 1,7 %
- промышленность - 28,8 %
- строительство - 7,3 %
- торговля, транспорт и сфера услуг - 33,1 %
- государственные и муниципальные службы - 29,1 %

Уровень безработицы (2009 год) - 16,0 % (Франция в целом - 11,7 %, департамент Нор - 15,1 %). 

Среднегодовой доход на 1 человека, евро (2009 год) - 17 807 (Франция в целом - 23 330, департамент Нор - 20 786).

## Политика
На президентских выборах 2012 г. жители кантона отдали Марин Ле Пен в 1-м туре 26,1 % голосов против 24,7 % у Франсуа Олланда и 17,5 % у Николя Саркози, во 2-м туре в кантоне победил Олланд, получивший 61,2 % голосов (2007 г. 1 тур: Сеголен Руаяль - 23,5 %, Саркози - 21,7 %; 2 тур: Руаяль - 55,8 %). На выборах в Национальное собрание в 2012 г. по 12-му избирательному округу департамента Нор в 1-м туре они вновь отдали большинство голосов - 34,9 % - своему представителю в генеральном совете департамента, коммунисту Бернару Боду, но во 2-й тур он не вышел, и победу в нем одержал кандидат Социалистической партии Кристиан Батай, набравший 61,9 % голосов. (2007 г. 22-й округ. 1-й тур: Бернар Боду (ФКП) - 35,3 %, 2-й тур: Кристиан Батай (СП) - 60,1 %). На региональных выборах 2010 года больше всего голосов — 31,8 % — в 1-м туре собрал список коммунистов; во 2-м туре единый «левый список» с участием социалистов, коммунистов и «зеленых» получил 58,2 %, Национальный фронт с 22,3 % финишировал вторым, а «правый» список — третьим (19,5 %).
|  | Кандидат       | Партия                                                   | % голосов |
|  | -------------- | -------------------------------------------------------- | --------- |
|  | Бернар Боду    | Коммунистическая партия                                  | 56,62     |
|  | Клод Дюпон     | Союз за народное движение                                | 19,19     |
|  | Маривонн Тисон | Социалистическая партия                                  | 11,62     |
|  | Эрве Малакен   | Союз за французскую демократию- Демократическое движение | 7,40      |
|  | Мустафа Гезаль | Зеленые                                                  | 5,18      |